# Fernand Léger
Fernand Léger, född 4 februari 1881 i Argentan i Orne, död 17 augusti 1955 i Gif-sur-Yvette i Essonne, var en fransk bildkonstnär.

## Biografi
Fernand Léger flyttade till Paris vid 19 års ålder. Hans tidiga verk är tydligt influerade av impressionismen. Runt 1908 påverkades han av kubismens förgrundsfigurer Picasso och Braque. Åren 1911–1914 blev hans konst alltmer abstrakt. Léger skapade från 1917 en starkt personlig konst med klara färger och rika kontraster, med motiven: dansöser, maskiner, blommor, matroser m.m. Några av hans mest kända verk är Trappan och Clowner. Han gjorde även filmen Ballet Mécanique (1924).
Léger hade en egen konstskola, och han utövade stort inflytande på många svenska konstnärer, bland andra medlemmar ur Halmstadgruppen och Otto G. Carlsund. Bland hans elever fanns också Olle Bærtling, Jette Stoltz och Bengt Olson. Dessutom var han scenograf, mönsterformgivare och författare.
Med början i december 1933 visades en blyertsteckning av Léger kallad Femme lisant på en utställning i Nazityskland. Utställningen räknas till en lång rad liknande, populistiska och propagandistiska så kallade Entartete Kunst-utställningar som bland annat ville belysa hur undermålig den inhemska konsten blivit genom sin utländska påverkan. Teckningen hade köpts på Galerie L'Effort i Paris 1930 av Schlesisches Museum der bildenden Künste i Breslau. Utställningen arrangerades nu där under namnet Kunst der Geistesrichtung 1918-1933 och innehöll konst som museet förvärvat från det för Tysklands del bittra krigsslutet fram till maktövertagandet. Teckningen skulle några år senare 1937 beslagtas av Propagandaministeriet. Den såldes 1940 av konsthandlaren Hildebrand Gurlitt och finns idag (2020) på Staatsgalerie Stuttgart. Allt som fanns av Léger på tyska museer beslagtogs 1937, två teckningar, tre grafiska blad och två akvareller. De såldes till privatpersoner utomlands.
1935 presenterades Fernand Légers verk på Museum of Modern Art i New York, och Léger bodde i USA under andra världskriget. 1945 flyttade han tillbaka till Paris. 
Fernand Léger vilar på kyrkogården i Gif-sur-Yvette i Essone, Frankrike.
1960 öppnade Musée Fernand Léger i Biot.
Konstnärens målning Nature morte aux chandeliers (på svenska Stilleben med kandelaber) lär ha blivit slängd i en sopcontainer i samband med en konstkupp mot ett museum i Paris.

## Galleri

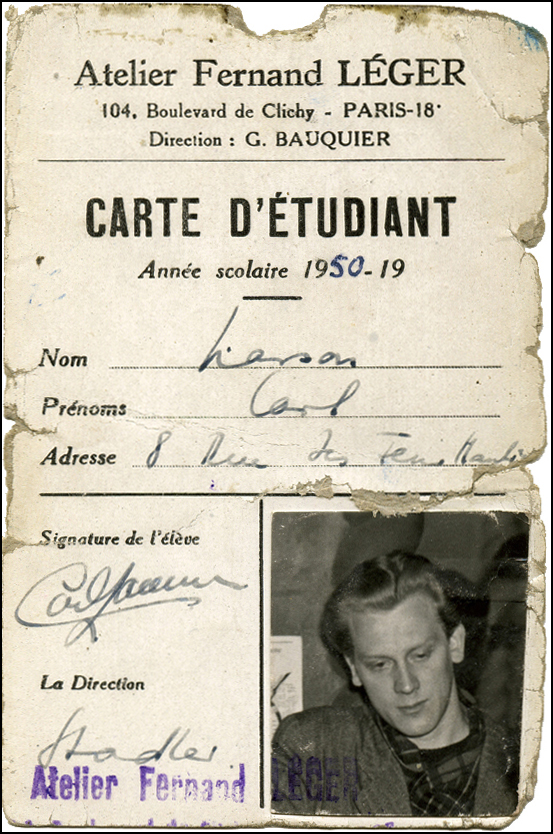
Elevkort utfärdat av Fernand Léger åt hans elev Carl E Larsson.
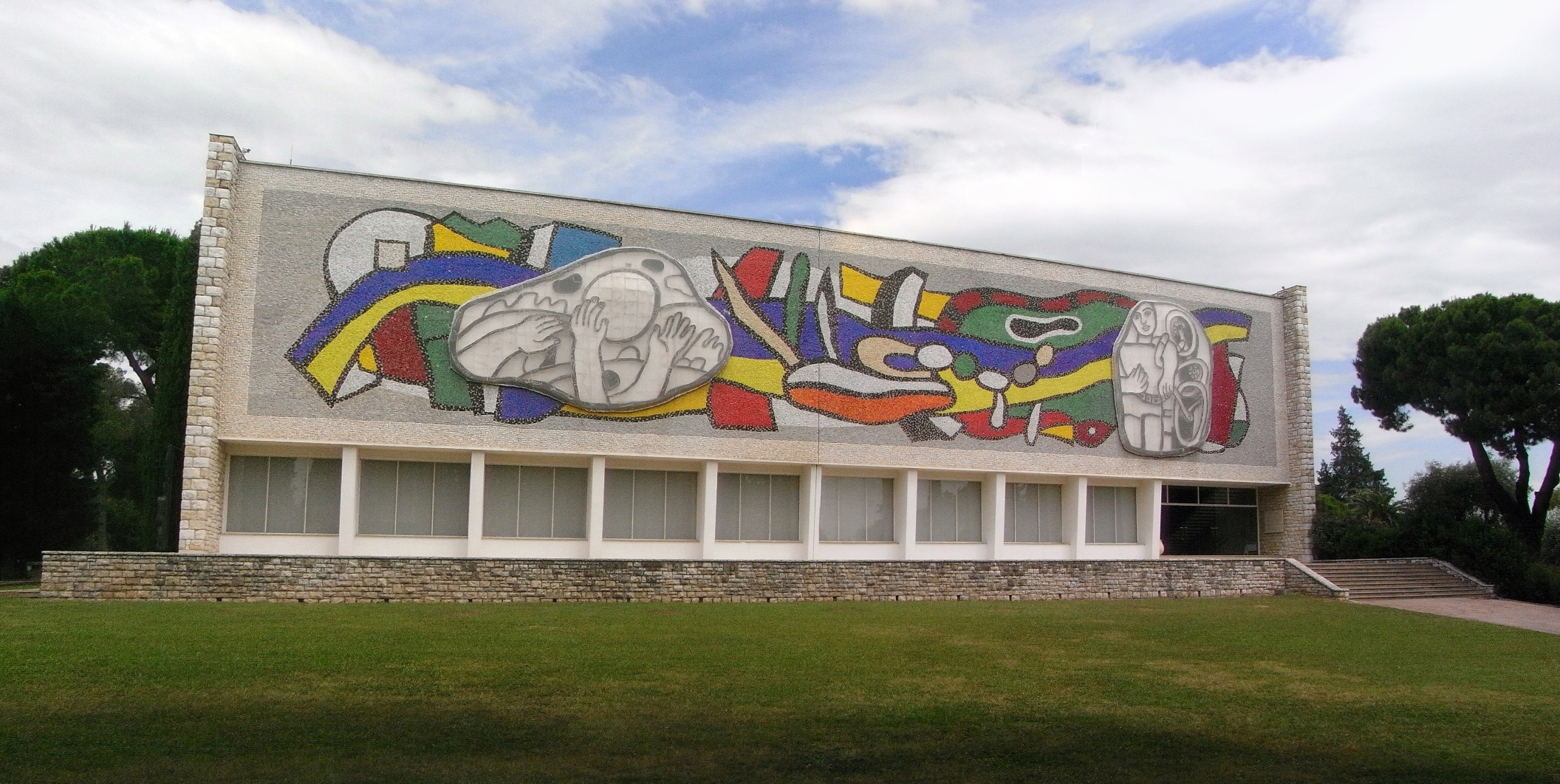
Musée Fernand Leger i Biot.

## Representerad
Léger är representerad vid bland annat Göteborgs konstmuseum, Moderna museet, Värmlands museum och Arkivet för dekorativ konst, Hallands konstmuseum, Nasjonalmuseet,  Ateneum, Statens Museum for Kunst, Victoria and Albert Museum, Metropolitan Museum, Museum of Modern Art, Museum of Modern Art, Kamakura and Hayama, Brooklyn Museum, Pinakothek der Moderne, Kunstmuseum Basel, Kunstmuseum Den Haag, Peggy Guggenheim Collection, Cleveland Museum of Art, National Gallery of Australia, National Gallery of Victoria, Denver Art Museum, Auckland Art Gallery, Nelson-Atkins Museum of Art, Art Institute of Chicago, Guggenheimmuseet, Philadelphia Museum of Art, Smithsonian American Art Museum, San Francisco Museum of Modern Art, Minneapolis Institute of Art, Tate Modern, National Gallery of Art, Yale University Art Gallery, Thyssen-Bornemisza National Museum, Städel, Museum of Fine Arts, Boston, Österreichische Galerie Belvedere, Museo Reina Sofía och Musée Fernand Léger.